# Victor Cadet
Victor Antoine Jules Cadet (Saint-Omer, Pas de Calais, 17 de juny de 1878 – Lilla, 22 de setembre de 1911) va ser un nedador i waterpolista francès que va competir a principis del segle xx.
El 1900 va prendre part en dues proves del programa de natació dels Jocs Olímpics de París. En la prova dels 200 metres per equips va guanyar la medalla de plata, formant equip amb Victor Hochepied, Maurice Hochepied, J. Bertrand i Verbecke; mentre en els 200 metres lliures quedà eliminat en la ronda preliminar. A més a més, també formà per de l'equip Tritons Lillois, un dels quatre equips francesos en la competició de waterpolo